# Барон Френч

Герб баронетів ффренч.

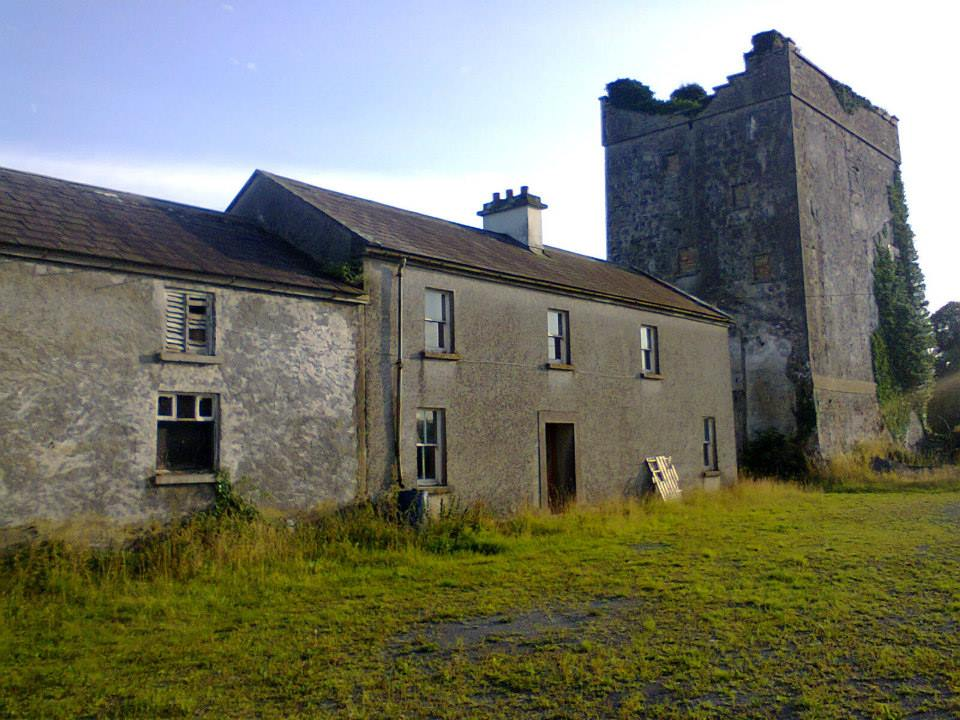
Замок Мовеа (ффренч) – резиденція баронів ффренч.

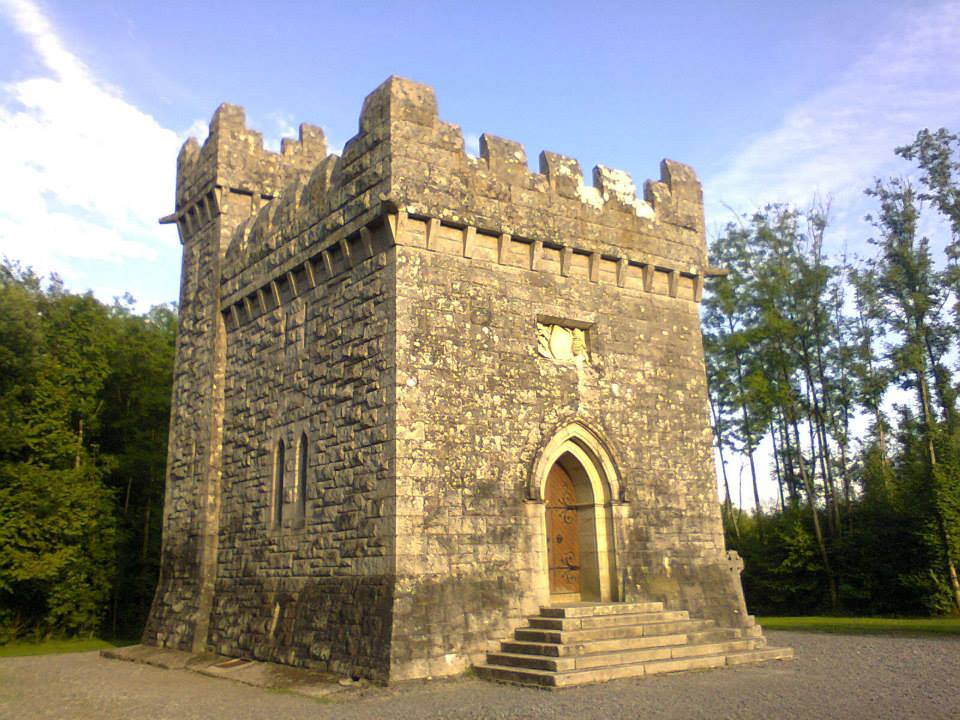
Мавзолей роду ффренч.

Барон Френч (англ. - Baron ffrench) – правильно писати барон ффренч – прізвище та назва титулу пишеться з двома літерами «ф» та з маленької літери – так історично традиційно в цій родині прийнято. Барони ффренч – аристократичний титул в перстві Ірландії.

## Історія баронів ффренч
Барони ффренч володіли замком ффренч та землями в графстві Голвей (Ірландія). Титул баронів ффренч створений в перстві Ірландії 14 лютого 1798 року для леді Роуз ффренч. Її син успадкував титули барона та баронета. 
Роуз ффренч – І баронесса ффренч (померла 8 грудня 1805 року) була ірландською аристократкою. Вона була старшою дочкою Патріка Діллона з графства Роскоммон. Вона вийшла заміж 25 червня 1761 року за сера Чарльза ффренча – І баронета ффренч з Клога (з 1779 року), що став мером міста Голвей. Помер він у 1784 році. У 1798 році леді ффренч була нагороджена титулом баронесси ффренч з замку ффренч, що в графстві Голвей на знак заслуг її сина сера Томаса ффренч – ІІ барона ффренч, що був у Католицькому комітеті Ірландії. Оскільки вона була протестанткою, то дарування їй цього титулу не протирічило волі короля Англії Георга ІІІ, що забороняв дарувати титул пера католикам. Після її смерті її син католик сер Томас успадкував титул барона.  

## Баронети ффренч (1779)
- Сер Чарльз ффренч (помер у 1784 р.) – І баронет ффренч
- Сер Томас ффренч (бл. 1765 – 1814) – ІІ баронет (отримав титул барона ффренч в 1805 році)

## Барони ффренч (1798)
- Роза ффренч (померла в 1805 р.) – І баронеса ффренч
- Томас ффренч (бл. 1765 – 1814) – ІІ барон ффренч
- Чарльз Остін ффренч (1786 – 1860) – ІІІ барон ффренч
- Томас ффренч (1810 – 1892) – IV барон ффренч
- Мартін Джозеф ффренч (1813 – 1893) – V барон ффренч
- Чарльз Остін Томас Роберт Джон Джозеф ффренч (1868 – 1955) – VI французький барон ффренч
- Пітер Мартін Джозеф Чарльз Джон ффренч (1926 – 1986) – VII французький барон ффренч
- Робак Джон Пітер Чарльз Маріо ффренч (1956 р. н.) – VIII французький барон ффренч

Спадкоємця титулу немає.